# Los delincuentes
Los delincuentes és una pel·lícula de 2023 de ficció criminal i comèdia dramàtica escrita i dirigida per Rodrigo Moreno i produïda per Ezequiel Borovinsky. És protagonitzada per Esteban Bigliardi i Daniel Elías. De coproducció entre l'Argentina, el Brasil, Xile i Luxemburg, va ser filmada a l'Argentina.
La pel·lícula va ser seleccionada per a participar en la secció oficial en competència Un certain regard al 76è Festival Internacional de Cinema de Canes.Al seu torn també va formar part del programa del Festival de Cinema de Nova York de 2023 en la Selecció oficial i del Festival Internacional de Cinema de Toronto en la secció Centrepiece. A més va ser elegida com la candidata argentina a Millor Pel·lícula Internacional en la 96a edició dels Premis Oscar.

## Argument
Román i Morán són empleats d'una petita sucursal bancària a Buenos Aires. Amb l'única intenció de deixar enrere una rutina que els enfonsa dia a dia en una existència cada vegada més grisa, Morán, en col·laboració amb el seu company, duu a terme un audaç pla: robar del banc una suma de diners equivalents a tots els sous que guanyarien fins a jubilar-se.
Els dos amics continuen duent a terme el pla fins a les últimes conseqüències.

## Repartiment
Font:
- Daniel Elías com Morán
- Esteban Bigliardi com Román
- Margarita Molfino com a Norma
- Germán de Silva com del Toro / Garrincha
- Laura Paredes com Laura Ortega
- Mariana Chaud com Marianela
- Cecilia Rainero com Morna
- Gabriela Saidón com a Flor
- Javier Zoro Sutton com Ramón
- Lalo Rotavería com Isnardi
- Iair Said com Ivanchuk / Barrientos
- Agustín Toscano com Vespucio
- Fabián Casas com Maestro Zen
- León Moreno com León
- Aurora Moreno com Aurora
- Adriana Aizemberg com a Clienta del Banc
- Pablo Plandolit com a Guàrdia 1
- Jonathan Da Rosa com Carbajal
- Franco Antonio de la Puente com Toni
- Paulo da Silva Nunes com Crivilone
- Guillermo Ossana com Remisero
- Darío Quintero com a Policia
- Facundo Gigena com a Policia
- Natalí Carranza com a Dona policia
- Yessica Daina González Capello com a Caixera
- Erasmo Colombo com a Guàrdia 2

## Producció
Los delincuentes va ser coproduïda per Wanka Cine (Argentina), Les Films Fauves (Luxemburg), Sancho&Punta (Brasil), Jirafa Films (Xile), Jaque Productora (Argentina) i Rizoma Films (Argentina). Filmada en exteriors de Buenos Aires i Córdoba, la història de la pel·lícula està lliurement inspirada en Apenas un delincuente, cinta policíaca argentina dirigida per Hugo Fregonese (1949).

## Estrena

### Recepció de la crítica
Segons el lloc web d'agregació de crítiques Rotten Tomatoes, Los delincuentes té un índex d'aprovació del 87% basat en 31 ressenyes, amb una qualificació mitjana de 7,6/10. A Metacritic, la cinta posseeix una mitjana ponderada de 84/100 basada en 10 crítiques, indicant "aclamació universal".
Des del mitjà britànic The Guardian, la pel·lícula va rebre un puntaje perfecte de 5 estrelles sobre 5 comentant sobre aquest tema: «Si Pedro Almodóvar i Éric Rohmer s'unissin per a compondre una llarga i serpentejant pel·lícula d'atracaments, podria ser així, però hi ha alguna cosa en l'extravagància de la pel·lícula que la fa molt difícil d'encaixar en el gènere d'atracaments, o en qualsevol gènere. (...) Podria convertir-se en un clàssic de culte.»
Segons el lloc estatunidenc Variety, la cinta se situa entre les 12 millors pel·lícules estrenades al 76è Festival Internacional de Cinema de Canes. En un top similar, la revista estatunidenca Rolling Stone la va situar en la seva top 10 del més ben vist en el festival, incloent-hi una altra pel·lícula argentina (Eureka de Lisandro Alonso). El mateix van fer la revista The Hollywood Reporter en incloure a Los delincuentes entre les 20 millors pel·lícules de Cannes 2023 , el lloc web IndieWire en col·locar-la en el seu Top 14, i la revista britànica Screen Daily en incloure-la en la seva Top 12 del millor vist al certamen francès.

### Distribució
Després de la seva estrena al Festival de Cannes de 2023, la pel·lícula va ser adquirida per MUBI, per a la seva estrena als Estats Units, Canadà, Regne Unit, Irlanda, Itàlia, Països Baixos, Turquia, Índia i Llatinoamèrica. Al seu torn, Magnolia International, agent de vendes internacionals, va tancar distribucions a Espanya (Filmin), Grècia (Weirdwave), Taiwan (Filmware), Xina (Hugoeast), Orient Mitjà (Gulf), Portugal (Lleopard Films), Israel (New Cinema), i drets aeris a través de la aerolínia Anuvu. A l'Argentina va ser estrenada en sales de cinemes el 26 d'octubre de 2023.

## Premis i nominacions

### Festivals
| Any  | Festival de Cinema        | Data de l'esdeveniment           | Categoria                                                            | Nominat          | Resultat     | Ref.   |
| ---- | ------------------------- | -------------------------------- | -------------------------------------------------------------------- | ---------------- | ------------ | ------ |
| 2023 | Festival de Canes         | 16 de maig al 27 de maig         | Un certain regard                                                    | Los delincuentes | Nominat      | [ 2 ]  |
| 2023 | Festival de Sydney        | 7 de juny al 18 de juny          | Features                                                             | Los delincuentes | Participació | [ 18 ] |
| 2023 | Festival de Karlovy Vary  | 30 de juny al 8 de juliol        | Horitzons                                                            | Los delincuentes | Participació | [ 19 ] |
| 2023 | Festival de Jerusalem     | 13 de juliol al 23 de juliol     | Competència Internacional                                            | Los delincuentes | Nominat      | [ 20 ] |
| 2023 | Festival de Jerusalem     | 13 de juliol al 23 de juliol     | Menció especial - Millor repartiment                                 | Los delincuentes | Guanyador    | [ 20 ] |
| 2023 | Festival de New Horizons  | 20 de juliol al 30 de juliol     | Grand Prix: Millor pel·lícula                                        | Los delincuentes | Guanyador    | [ 21 ] |
| 2023 | Festival de Melbourne     | 3 d'agost al 20 d'agost          | Internacional: Llatinoamèrica                                        | Los delincuentes | Participació | [ 22 ] |
| 2023 | Festival de Lima          | 10 d'agost al 18 d'agost         | Competència Ficció                                                   | Los delincuentes | Nominat      | [ 23 ] |
| 2023 | Festival de Lima          | 10 d'agost al 18 d'agost         | Millor direcció                                                      | Rodrigo Moreno   | Guanyador    | [ 23 ] |
| 2023 | Festival de Lima          | 10 d'agost al 18 d'agost         | Crítica Internacional: Millor pel·lícula internacional               | Los delincuentes | Guanyador    | [ 23 ] |
| 2023 | Festival de Lima          | 10 d'agost al 18 d'agost         | Esment d’honor - APRECI a la millor pel·lícula en Competència Ficció | Los delincuentes | Guanyador    | [ 23 ] |
| 2023 | Festival de Nova Zelanda  | 10 d'agost al 27 d'agost         | Cannes Selects                                                       | Los delincuentes | Participació | [ 24 ] |
| 2023 | Festival de Toronto       | 7 de setembre al 17 de setembre  | Centrepiece                                                          | Los delincuentes | Participació | [ 3 ]  |
| 2023 | Festival de Sant Sebastià | 22 de setembre al 30 de setembre | Zabaltegi-Tabakalera                                                 | Los delincuentes | Nominat      | [ 25 ] |
| 2023 | Festival de Nova York     | 29 de setembre al 15 d'octubre   | Selecció oficial                                                     | Los delincuentes | Participació | [ 4 ]  |

### Cerimònies
| Any  | Premi                                           | Categoria                        | Nominat          | Resultat | Ref.   |
| ---- | ----------------------------------------------- | -------------------------------- | ---------------- | -------- | ------ |
| 2024 | Premis de la Societat Internacional de Cinèfils | Millor pel·lícula                | Los delincuentes | Nominat  | [ 26 ] |
| 2024 | XI edició dels Premis Platino                   | Millor Pel·lícula Iberoamericana | Los delincuentes | Nominat  |        |